# Brno XII
Brno XII bylo označení dvanáctého městského obvodu v Brně přinejmenším v letech 1949–1960. Rozsah a vymezení obvodu se během správních reforem několikrát změnily. 
- Brno XII (1949–1954), jeden ze 13 městských obvodů v období od 1. října 1949 do 30. dubna 1954. Zahrnoval část k. ú. Líšeň.
- Brno XII (1954–1957), jeden z 12 městských obvodů v období od 1. května 1954 do 30. května 1957. Zahrnoval většinu k. ú. Líšeň.
- Brno XII-Líšeň (1957–1960), jeden ze 13 městských obvodů v období od 1. června 1957 do 30. června 1960. Zahrnoval část k. ú. Líšeň.

## Související článek
- Členění Brna